# Barro Preto (Belo Horizonte)

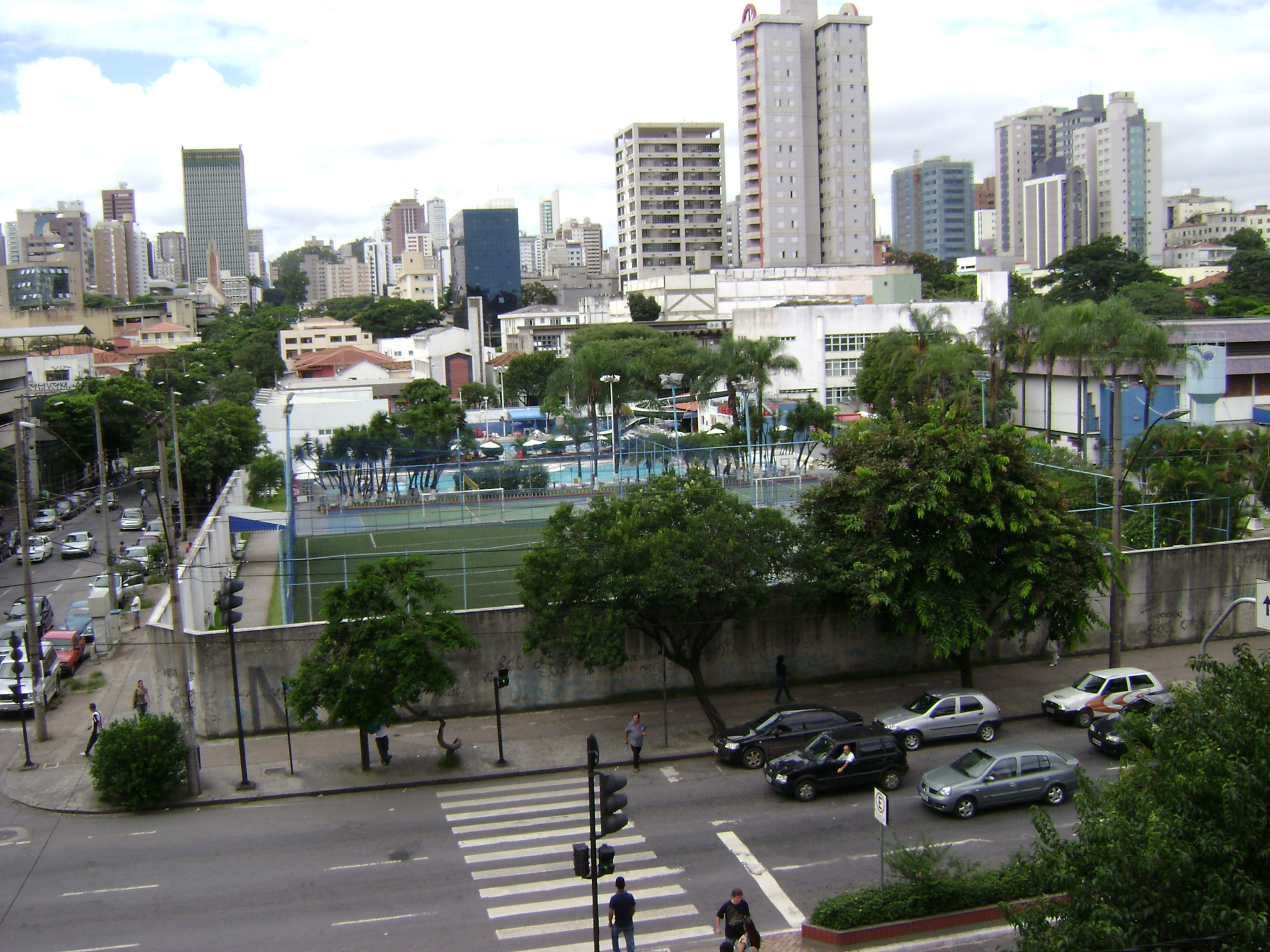
Vista do clube do Cruzeiro, dentro do bairro.

Barro Preto é um bairro da Zona Sul de Belo Horizonte, conhecido por abrigar a sede do Cruzeiro Esporte Clube.

## Origem
Considerado um dos bairros mais tradicionais de Belo Horizonte, o Barro Preto foi colonizado por imigrantes italianos, no início do século passado. Isso explica, por exemplo, o fato do Cruzeiro Esporte Clube ter se instalado na região. O nome do bairro se deve a existência de uma argila escura e viscosa, largamente encontrada na região e também ao solo pantanoso onde o mesmo foi construído.

## Infra-estrutura
Oferece boa infra-estrutura, com destaque para as agências bancárias, supermercados, bares e restaurantes, locadoras de vídeo, padarias, sapatarias e armarinhos, além da sua proximidade com o Mercado Central, Mercado Novo, o shopping Diamond Mall, entre outros pontos importantes.
Atualmente é considerado um pólo da moda de Belo Horizonte com grandes lojas de atacado e varejo no segmento e várias galerias.
Sedia importantes corredores de tráfego que acessam outras regiões, como as avenidas Amazonas, Augusto de Lima, Bias Fortes e Olegário Maciel.

## Pontos notáveis no bairro
O Barro Preto destaca-se no cenário urbanístico como marco de pontos referenciais da capital.
- A igreja de São Sebastião, construída em 1913.
- A Maternidade Odete Valadares.
- O Hospital Felício Rocho.
- O Fórum Lafaiete.
- O Complexo Souza Cruz da Polícia Civil de Minas Gerais.
- O 12º Batalhão de Infantaria do Exército.
- A sede urbana do Cruzeiro Esporte Clube.
- Primeira Igreja Batista de Belo Horizonte, construída em 1912.
- A Praça Raul Soares, centro geográfico da cidade projetado pelo engenheiro Aarão Reis em estilo paisagístico francês.
- Defensoria Pública
- Varas do Tribunal Regional do Trabalho da 3ª Região
- Varios escritórios de advocacia
- Estação da Cultura Presidente Itamar Franco (sede da Rede Minas, da Rádio Inconfidência, da Orquestra Filarmônica de Minas Gerais e da Sala Minas Gerais).

## Educação
- Centro Universitário UNA - UNATEC
- Colégio Pio XII.
- Colégio Nossa Senhora do Monte Calvário.
- Colégio Bernoulli.
- Escola Estadual São Rafael (Instituto São Rafael), que atende a portadores de deficiência visual.
- Escola Estadual Professor Caetano Azeredo

## Ônibus
O Bairro é servido por muitas linhas Municipais e Inter-municipais
Municipais
- 32
- 2102
- 2103
- 3053
- 4033
- 4205
- 8405
- 9210
- 9410
- 9412
- SC03A
- 5250 Linha MOVE (Estação Pampulha / Betânia) - DIAS ÚTEIS E SÁBADOS (EXCETO NOTURNO)

Inter-Municipais
- 2580

## Bairros vizinhos
- Centro
- Santo Agostinho
- Prado
- Carlos Prates

## Ligações Externas
- Dados gerais sobre a cidade de Belo Horizonte